# Emma Otta
Emma Otta (São Paulo, 13 de outubro de 1950) é uma psicóloga, cientista e professora universitária brasileira.

## Biografia
Emma Otta se formou em Psicologia pela Universidade de São Paulo (1975) onde também obteve os títulos de mestrado (1979) e doutorado (1984) em Psicologia pelo Programa de Pós-Graduação em Psicologia Experimental do Instituto de Psicologia da USP (IPUSP). Foi idealizadora do Painel USP de Gêmeos da Universidade de São Paulo em 2015, sediado no Instituto de Psicologia da Universidade de São Paulo iniciando as atividades formalmente em 2017. O Painel USP de Gêmeos tem objetivo de conduzir investigações e promover o conhecimento sobre comportamento, processos psicológicos básicos, bem-estar e saúde em gêmeos. Suas atividades iniciais focaram os gêmeos do Estado de São Paulo e em 2021 o projeto se expandiu para todo o território nacional com parcerias em diversas instituições de ensino superior do Brasil. Sua atuação é marcada por parcerias nacionais e internacionais de pesquisa.

## Carreira
Na USP, Emma Otta iniciou suas atividades ainda como estudante de gradução no IPUSP. Durante a pós-graduação focou suas pesquisas em comportamento adaptativos, importantes à sobrevivência da espécie em hamsters, um grupo de roedores cricetídeos. Sendo que no mestrado estudou o comportamento de construção de ninho e no doutorado o comportamento de alimentação e estocagem de alimentos sob orientação do professor César Ades.

### Carreira docente
Iniciou sua carreria como docente no ensino superior nos anos 1970 ministrando disciplinas nos cursos de psicologia das Faculdades Metropolitanas Unidas, (FMU entre 1977 - 1982) e como orientadora na pós-graduação da Pontifícia Universidade Católica do Rio Grande do Sul (PUCRS, 1989-1992) e de São Paulo (PUC/SP 1997-1999). Em 1981 ingressou na Universidade de São Paulo onde atua hoje como professora sênior.

#### Universidade de São Paulo (USP)
Suas atividades docentes na USP tiveram início em 1981 como professora assistente junto ao IPUSP. Em 1984, obteve o título de doutorado e a Livre-Docência veio com a aprovação num concurso público em 1999. Em 2005 tornou-se Professora Titular junto ao Departamento de Psicologia Experimental.
Entre 2008 e 2012 foi diretora do Instituto de Psicologia com uma gestão marcada pela transparência, a criação do boletim informativo online ImPrensa, com foco na divulgação das pesquisas desenvolvidas no IPUSP, e da Ouvidoria da unidade em 2009. Nas comemorações dos 40 anos do IPUSP, como diretora, participou da organização de um livro que conta a história do instituto e a criação do curso.  Nele, vemos como a cátedra de Psicologia abrigada inicialmente na Faculdade de Filosofia, Ciências e Letras (FFCL)  passou de matéria obrigatória nos três primeiros anos de Filosofia para se tornar curso em 1953, com aulas “espalhadas” nos prédios da rua Maria Antonia e da Alameda Glete. Histórias que mais tarde foram reunidas no livro "Lições da Alameda Glete" de 2013 .
Atuou em outras instâncias administrativas da Universidade de São Paulo, como membro da Comissão de Atividades Acadêmicas (CAA) em 2009, na Comissão Permanente de Avaliação e na Comissão Central de Avaliação Docente (CCAD), em 2011, do Conselho Universitário e em 2012 passou a integrar a Comissão de Claros Docentes da Universidade . Também foi pró-reitora adjunta de pesquisa (2018-2019).

### Atuações no campo da pesquisa
O foco de suas atividades de pesquisa está na linha do Comportamento Animal e Etologia Humana. Suas produções acadêmicas têm reconhecimento internacional, tendo sido listada entre os 10 mil autores mais citados no World Scientist and University Rankings 2022.
Em 2022 fundou junto com colegas pesquisadores o Núcleo de Apoio à Pesquisa em Expressão das Emoções no Homem e nos Animais, O NAP Emoções. Este NAP tem duas frente de pesquisa, o Painel USP de Gêmeos e o Projeto Antrozoo.
Os estudos conduzidos no Painel USP de Gêmeos foram tópico de um episódio do Programa "Globo Repórter" transmitido em 2023 pela TV Globo com o título:"Pesquisadores da USP têm grupo dedicado exclusivamente a estudar gêmeos". O nascimento de gêmeos foi tópico de estudo do painel, que analisou a taxa de gêmeos nascidos na cidade de São Paulo entre  2002 e 2014 em que se constatou um aumento de cerca de 30% no nascimento de múltiplos, além de indicar a existência de uma relação entre aumento da idade materna e o número de procedimentos de reprodução assistida com esse crescimento. Ao mesmo tempo, constatou-se uma queda no nascimento de singulares.  Sua produção bibliográfica até 2025 conta com cerca de 90 artigos publicados em periódico científicos, seis livros publicados e mais de 30 capíitulos de livros.

### Iniciativas para divulgação da ciência
Dentre suas iniciativas para popularização da ciência estão publicações que discutem a representação das mulheres nos níveis sêniores na ciência brasileira (2017), sobre as implicações do brincar na pesquisa e na prática em psicologia (2017) e do estudo das emoções nos animais (2015). Além de parcerias, como a com Cordeiro de Sá para a confecção de um livro em quadrinhos que conta a história de uma dupla de irmãos gêmeos que foram separados na infância e reunidos na idade adulta (com lançamento previsto para 2025). Desde 2016 realiza anualmente edições do "Encontro de Gêmeos", evento que tem como foco a troca de experiências entre gêmeos, suas mães e pais e a disseminação do avanço do conhecimento nas pesquisas sobre o universo gemelar.

## Produções

#### Livros
OTTA , Emma; &  Bussab, . S. (Orgs.). Estados Afetivos e Comportamento Humano. São Paulo: Edusp, 2021.
OTTA, Emma; Lucci, T. K. (Orgs.). Twin studies in behavioral and health research: current status, prospects and aplications. São Paulo: Universidade de São Paulo. Instituto de Psicologia, 2021.
OTTA, Emma; Monticelli, P. F. (Orgs.).  Acoustic communication: an interdisciplinary approach. São Paulo: Núcleo de Publicações do Instituto de Psicologia da USP, 2021.
OTTA, Emma; Ribeiro, F. L.; Bussab, V. S. R. (Orgs.). Lições da Alameda Glete: Coletânea de Textos de Walter Hugo Cunha, Pioneiro da Etologia no Brasil.  São Paulo: Instituto de Psicologia da USP, 2013.
OTTA, Emma; Oliveira, P. de S.; & Mannini,C. R. 40 Anos do Instituto de Psicologia da Universidade de São Paulo. São Paulo: Edusp, 2011.
OTTA, Emma; & Bussab, V. S. R. Vai encarar? lidando com a agressividade. São Paulo: Moderna, 1998.
OTTA, Emma. O Sorriso e Seus Significados. Petrópolis, RJ: Vozes, 1994.

#### Artigos científicos
- Publicados entre 2020 e 2024
1. Fernandes, E. De S.; Otta, Emma. Well-being and personality as a function of genetic and environmental influences. Psicologia e Saúde em Debate, v. 10, p. 664-682, 2024. https://doi.org/10.22289/2446-922X.V10N1A40.
2. Takeda, C. S. Y.; Luchesi, S. H.; Martins, F. P.; Trindade, P. H. E.; Damasceno, A. A. P.; de Souza Gomes, I.; Dos Santos, R. G.; de Souza Monteiro, J. R.; Otta, Emma. Cat behaviour in the secure base test: Comparison between owned and shelter animals. Behavioural Processes, v. 215, p. 104989, 2024. https://doi.org/10.1016/j.beproc.2024.104989
3. Otta, Emma; Cesar, G. C.; Fernandes, E. S.; Defelipe, R.; Santos, K. L.; David, V. F.; Segal, N. L. What's in a Name: An Exploratory Study of Similarities and Differences Between Twins and Single-born Siblings. Names-A Journal of Onomastics, v. 72, p. 20-33, 2024.
4. Fernandes, E. de S.; Ferreira, I. F.; Defelipe, R. P.; Segal, N. L.; Otta, Emma. Brazilian Twin Studies: A Scoping Review. Twin Research and Human Genetics, v. 27, p. 105-114, 2024.
5. Luchesi, L. C.; Cavalcanti, J. C.; Lucci, T. K.; David, V. F.; Otta, Emma; Monticelli, P. F. Zygosity Effects on Human Voice: Fundamental Frequency Analysis of Brazilian Twins? Speech. Twin Research and Human Genetics, v. 27, p. 1-8, 2024.
6. Varella, M.; Fernandes, E.; Fridman, C.; Lucci, T.; Defelipe, R. P.; Fernandes, L.; Garcia, A. L.; Antonio, L.; Segal, Nancy; Otta, Emma. Determination of Twin Zygosity in Brazil: A DNA Validation of Two Short QuestionnairesDeterminação da Zigosidade de Gêmeos no Brasil: Validação de dois questionários breves por meio de DNA. Estudos de Psicologia (Natal. online), v. 28, p. 1-12, 2024.
7. Paula, B. C.; Luchesi, L. C.; Lucci, T. K.; Otta, Emma; Monticelli, P. F. Monozygotic twin sisters differ in voice quality: Acoustic analysis of the diphthong [-oj] produced by Brazilian native speakers. Social Sciences & Humanities Open, v. 10, p. 101062, 2024. https://doi.org/10.1016/j.ssaho.2024.101062
8. Luchesi, S. H.; Machado, D. S.; Trindade, P. H. E.; Otta, Emma. Validation of the Brazilian Portuguese version of the cat-owner relationship scale (CORS-BR). APPLIED Animal Behaviour Science, v. 258, p. 105820, 2023.
9. Burza, L. B.; Bloom, T.; Trindade, P. H. E.; Friedman, H.; Otta, Emma. Reading Emotions in Dogs? Eyes and Dogs? Faces. Behavioural Processes, v. 202, p. 104752, 2022.
10. Lucci, T. K.; David, V. F.; Prist, R.; Otta, Emma. Some lessons learned from the COVID-19 pandemic: Subjective well-being before and during the pandemic among Brazilian adults. Current Research in Ecological and Social Psychology, v. 3, p. 100070, 2022.
11. Luchesi, S. H.; Machado, D. S.; Trindade, P. H. E.; Mikulincer, M.; Otta, Emma. Psychometric validation of the Brazilian Version of the Pet Attachment Questionnaire (PAQ): An examination of predictors of attachment styles among cat owners. Applied Animal Behaviour Science, v. 256, p. 105769, 2022.
12. Ferreira, I. F; Lucci, T. K.; David, V. F.; Short, P. C. A.; Crispim, A. C.; Reali, T.; Marty, E. S.; Rocha, V.; Grinberg, A.; Segal, N. L.; Segal, H.; Knafo-Noam, A.; Otta, Emma . Brazilian portuguese version of twin relationship questionnaire (TRQ-BR): Evidence of validity evidence of validity. Journal Of Social And Personal Relationships, v. 40, p. 026540752211177, 2022.
13. De Oliveira Landenberger, R.; Kiehl Lucci, T.; Frayze David, V.; França Ferreira, I.; De Souza Fernandes, E.; Segal, N.; Otta, Emma. Hierarchy of attachment figures among adult twins and non-twins. Personality and Individual Differences, v. 170, p. 110404, 2021.
14. Otta, Emma; Defelipe, R.; David, V. F.; Bussab, V. Subjective Well-Being in Times of Covid-19: Positivity Bias. Human Ethology, v. 36, p. 109-124, 2021.
15. Defelipe, R.; Savalli, C.; Otta, Emma. Demographics and self-reported well-being of Brazilian adults as a function of pet ownership: A pilot study. HELIYON, v. 6, p. e04069, 2020.